# Humlebøg
Slægten har nogle få arter i de tempererede egne af Europa, Asien og Nordamerika. Det er løvfældende træer med én stamme. Barken er brunlig, tynd og glat. Ældre grene får en sprukken, grålig bark. Veddet er meget lyst, hårdt og tungt med en fin lød. Både de nye skud, smågrenene og de ældre grene er tydeligt toradede. På unge skud ses en opdeling i lang- og kortskud. Knopperne er spredtstillede, ægformede og lidt sammentrykte med tydelig spids. Bladene er elliptiske, smalt ægformede eller omvendt ægformede med dobbelt savtakket rand. Blomsterne er samlet i rakler, som ses allerede fra efteråret. Frugterne er tætte klynger af luftfyldte skæl, som hver indeholder et frø.
| Beskrevne Arter |

- Almindelig Humlebøg (Ostrya carpinifolia) - eller "Europæisk Humlebøg"
- Amerikansk Humlebøg (Ostrya virginiana)

| Andre Arter |

- Ostrya chisosensis
- Ostrya japonica
- Ostrya knowltonii
- Ostrya multinervis
- Ostrya rehderiana
- Ostrya trichocarpa
- Ostrya yunnanensis